# 置富花園

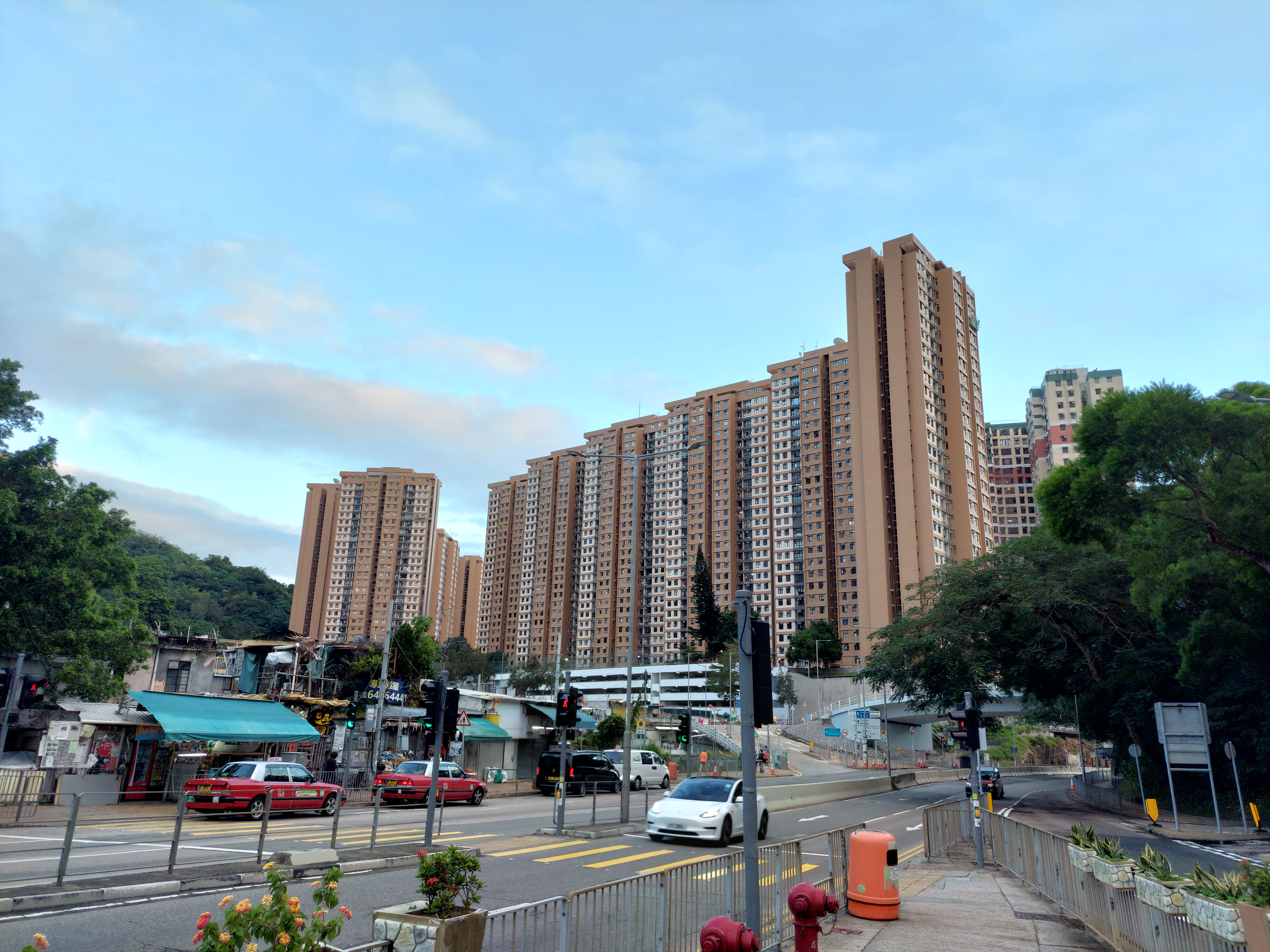
置富花園（高座14-20座）

置富花園（英語：Chi Fu Fa Yuen），原擬命名為「薄扶林新城」，是香港南區私人屋苑，於1978年由香港置地直屬機構「置富花園有限公司」負責發展，由王董建築師事務所負責建築設計，共27座（高座20座，雅緻洋房7座），位於香港島薄扶林置富道及置富徑。於1976年12月開售，1978年至1981年間落成入伙，屋苑前身是牛奶公司的薄扶林牧場，而該地皮的發展權就是1973年的「置地飲牛奶」（香港置地收購牛奶公司）事件的其中一個成因。

## 屋苑資料

### 樓宇
| 期數     | 樓宇名稱（座號） | 大廈名稱 （門牌號碼） | 樓宇類型   | 落成年份   | 層數 | 每層伙數 | 單位數目（伙） | 備註     |
| -------- | ---------------- | --------------------- | ---------- | ---------- | ---- | -------- | -------------- | -------- |
| 1        | 富麗苑（H-1座）  | 置富道1號             | 高座樓宇   | 1978年9月  | 27   | 8        | 212            |          |
| 1        | 富暉苑（H-2座）  | 置富道2號             | 高座樓宇   | 1978年12月 | 27   | 8        | 215            |          |
| 1        | 富安苑（H-3座）  | 置富道3號             | 高座樓宇   | 1978年12月 | 28   | 8        | 216            | 包括地下 |
| 1        | 富景苑（H-4座）  | 置富道4號             | 高座樓宇   | 1978年12月 | 28   | 8        | 216            | 包括地下 |
| 1        | 富豪苑（H-5座）  | 置富道5號             | 高座樓宇   | 1978年12月 | 28   | 8        | 216            | 包括地下 |
| 1        | 富逸苑（H-6座）  | 置富道6號             | 高座樓宇   | 1978年9月  | 27   | 8        | 212            |          |
| 1        | 富怡苑（H-7座）  | 置富道7號             | 高座樓宇   | 1978年12月 | 28   | 8        | 216            | 包括地下 |
| 1        | 富仁苑（H-8座）  | 置富道8號             | 高座樓宇   | 1979年1月  | 27   | 8        | 212            |          |
| 1        | 富業苑（H-9座）  | 置富道9號             | 高座樓宇   | 1979年3月  | 27   | 8        | 212            |          |
| 2        | 富華苑（H-10座） | 置富道10號            | 高座樓宇   | 1980年4月  | 27   | 8        | 212            |          |
| 2        | 富恆苑（H-11座） | 置富道11號            | 高座樓宇   | 1980年4月  | 27   | 8        | 212            |          |
| 2        | 富雅苑（H-12座） | 置富道12號            | 高座樓宇   | 1980年4月  | 27   | 8        | 212            |          |
| 2        | 富昇苑（H-13座） | 置富道13號            | 高座樓宇   | 1980年1月  | 27   | 8        | 212            |          |
| 2        | 富俊苑（H-14座） | 置富道14號            | 高座樓宇   | 1981年3月  | 27   | 8        | 212            |          |
| 3        | 富嘉苑（H-15座） | 置富道15號            | 高座樓宇   | 1981年6月  | 27   | 8        | 212            |          |
| 3        | 富昌苑（H-16座） | 置富道16號            | 高座樓宇   | 1981年6月  | 27   | 8        | 212            |          |
| 3        | 富明苑（H-17座） | 置富道17號            | 高座樓宇   | 1981年6月  | 27   | 8        | 212            |          |
| 3        | 富澤苑（H-18座） | 置富道18號            | 高座樓宇   | 1981年6月  | 27   | 8        | 212            |          |
| 3        | 富榮苑（H-19座） | 置富道19號            | 高座樓宇   | 1981年6月  | 27   | 8        | 212            |          |
| 3        | 富興苑（H-20座） | 置富道20號            | 高座樓宇   | 1981年6月  | 28   | 8        | 216            | 包括地下 |
| 雅緻洋房 | L1座             | 置富道1A號            | 低密度住宅 | 1978年8月  | 5    | 2        | 10             |          |
| 雅緻洋房 | L2座             | 置富道1A號            | 低密度住宅 | 1978年8月  | 5    | 2        | 10             |          |
| 雅緻洋房 | L3座             | 置富道1A號            | 低密度住宅 | 1978年8月  | 5    | 2        | 10             |          |
| 雅緻洋房 | L4座             | 置富道1A號            | 低密度住宅 | 1978年8月  | 5    | 2        | 10             |          |
| 雅緻洋房 | L5座             | 置富道1A號            | 低密度住宅 | 1978年8月  | 5    | 2        | 10             |          |
| 雅緻洋房 | L6座             | 置富道1A號            | 低密度住宅 | 1978年8月  | 5    | 2        | 10             |          |
| 雅緻洋房 | L7座             | 置富道1A號            | 低密度住宅 | 1978年8月  | 5    | 2        | 10             |          |

## 屋苑設施
- 置富南區廣場
- 置富花園街市
- 屋苑內的公園

置富花園設有室內暖水游泳池、穿梭巴士、停車場、巴士總站、小巴、24小時啟勝管理服務物業管理等。置富花園由20座27層高及7座稱為「雅緻洋房」的5層高住宅以C形排列組成，住宅單位合共4,200多個，除頂層外，建築面積有509,518及694平方呎3款，每層8伙，向海的一半可享有西博寮海峽海景，同時亦看到南丫島發電廠的3條「大煙囪」。
置富花園是1970年代的建築設計，商場置富南區廣場裡除了有各種食肆，例如必勝客等等，亦有不少中小商戶，所以有「環境清幽、舒適」之說。學校網在小學18區、中學南區網內。
置富花園獲水務署頒發「大廈優質供水認可計劃－食水(管理系統)」金證書及「大廈優質供水認可計劃－沖廁水」金證書，認可屋苑的供水系統得到妥善保養和檢查。

## 剩餘地積比率問題

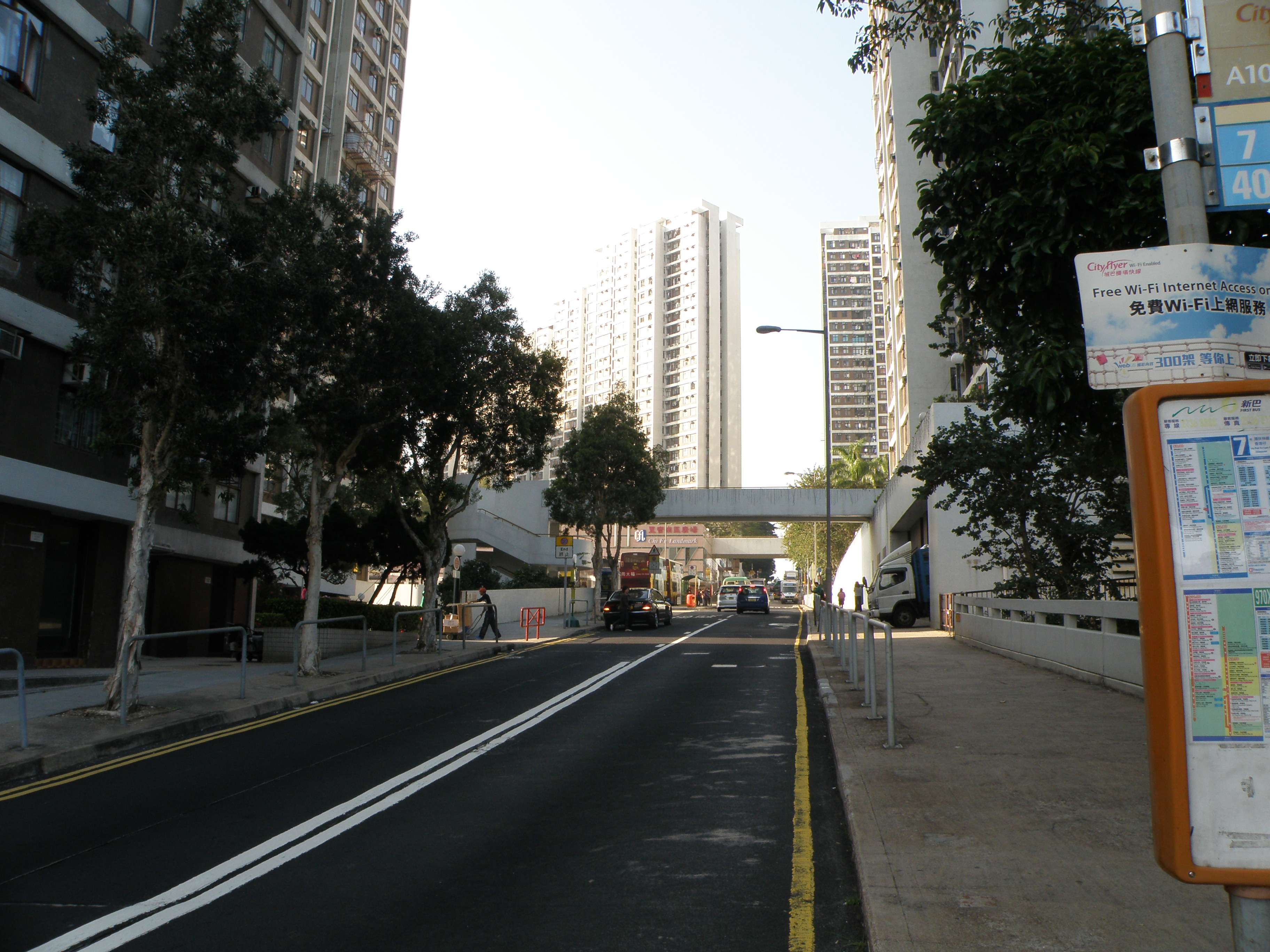
置富道

除了美孚新邨外，置富花園也有「剩餘地積比」問題。1976年，發展商香港置地透過補地價，發展置富花園。據1976年的建築圖則，置富花園的地盤面積近800,000平方呎，按屋宇署的規例，可發展成數以十幢共超過600萬呎的多層住宅。不過，由於受到地契和城規會的限制，發展商未能用盡地積比率，造成地積比率剩餘逾四倍。
就在置富花園落成的1978年，置地在把業權賣散給小業主前，向地政總署申請，將一整塊地皮劏開10份，其中5份由置地的附屬公司持有，並於1985年轉手賣給母公司。1991年，置地以近3億5000萬，把該5個地段賣給新鴻基地產的一間附屬公司。這5個地段除了是出租商場和停車場，更包括供小業主使用的網球場等康樂場地。由於已被劏成獨立地段，小業主買樓的時候並不知道，他們買的只是置富花園的單位和其「不可分割份數」，另外5個地段並不屬於他們。
翻查屋宇署和地政總署的紀錄，若新鴻基地產把剩餘地積比率用盡，可額外獲得超過300萬呎的總樓面面積。只要改契補地價和過城規會一關，新地便可以在置富花園興建“牙籤樓”。這5個地段包括17座對出的網球場及石屎平地、置富南區廣場平台、鄰近14座平地、1至6座對出的兒童遊樂場和平地以及雅緻洋房停車場上蓋。

## 著名業主/住戶
- 前中西區水街選區區議員黃堅成。
- 中大地理與資源管理學系副教授、前立法會議員姚松炎。[5]
- 曾任香港無綫電視及亞洲電視記者、香港大律師馬浩輝。
- 保安局局長鄧炳強。

## 鄰近設施
- 置富南區廣場
- 嘉諾撒聖心書院
- 余振強紀念第二中學
- 聖公會置富始南小學
- 薄扶林花園

## 交通
港鐵
- █  南港島綫 (西段)：華富站（預計於2027至2028年動工）

## 外部連結
1. ↑  . 香港置地. 2014: 164-165.
2. ↑  . www.wsd.gov.hk.   [2022-05-03]. （原始内容存档于2022-06-21）.
3. ↑  . www.wsd.gov.hk.   [2022-05-03]. （原始内容存档于2022-06-21）.
4. ↑  .   [2011-05-05]. （原始内容存档于2011-08-08）.
5. ↑  九龍西地方選區立法會補選 有效提名的公告 （页面存档备份，存于）. 2018-02-09.
6. ↑  .   [2016-10-29]. （原始内容存档于2018-11-08）.
7. ↑  .   [2016-10-29]. （原始内容存档于2016-09-22）.
8. ↑  .   [2016-10-29]. （原始内容存档于2018-10-29）.
9. ↑  .   [2016-10-29]. （原始内容存档于2018-10-29）.